# Чанаккале (аеропорт)
Аеропорт Чанаккале (тур. Çanakkale Havalimanı) (IATA: CKZ, ICAO: LTBH) — аеропорт у місті Чанаккале, Туреччина.

## Авіалінії та напрямки, серпень 2023
| Авіакомпанія     | Пункт призначення |
| ---------------- | ----------------- |
| AnadoluJet       | Анкара            |
| Turkish Airlines | Стамбул           |

## Статистика
Див. джерело запитів Вікіданих та джерела.